# Operação Mesquita
Operação Mesquita é um programa de televisão brasileiro exibido nas madrugadas originalmente pelo SBT desde o dia 4 de março de 2017. O programa conta com a apresentação de Otávio Mesquita, antes apresentador do Okay Pessoal!, transmitido no mesmo horário e que herdou o horário ocupado pela sessão de séries Tele Seriados. Em março de 2018 o programa alcançou o primeiro lugar de audiência. No mesmo horário a emissora concorrente exibia o Lollapalooza.

## Antecedentes e produção
O apresentador Otávio Mesquita deixou a Band no final de 2013, lugar onde onde apresentou os programas A Noite É uma Criança e Claquete nos finais de noite. No ano seguinte, o apresentador assinou um novo contrato com o SBT, empresa na qual já trabalhou durante a década de 1990, para passar a apresentar o Okay Pessoal!!!, também exibido nos finais de noite. O novo programa de Mesquita estreou em 28 de abril de 2014 e ajudou o SBT a recuperar a vice-liderança na média de 24 horas no ranking do Kantar IBOPE Media.
Em 2016, o SBT deixou de exibir o Okay Pessoal!!! junto com as séries que eram transmitidas durante a madrugada. O cancelamento do Okay Pessoal!!! deve-se ao apresentador querer se focar em seu novo projeto de programa na emissora, inicialmente chamado de Mesquita no Controle. No lugar desses programas, o SBT inicialmente os substituiu com reprises do Jornal do SBT, que conseguiram marcar bons resultados na audiência, fazendo com que fosse criado um novo telejornal para o horário, chamado de SBT Notícias.
O programa tinha previsão de estreia entre os meses de outubro e novembro do mesmo ano e contava inicialmente com coprodução das empresas Mesquita Mídia e Marketing e Ovo em Pé. A data de estreia foi mudada para o ano seguinte devido a uma visão estratégica de que ela não deveria ser feita num final de ano. O projeto do programa passou a se chamar Operação Mesquita quando o SBT anunciou as mudanças que pretendia colocar no ar em 2017.

## Formato
No formato inicial, o programa se passava em um talk truck (em alusão aos food trucks), um caminhão no qual o seu apresentador, Otávio Mesquita, recebia convidados para uma conversa nos arreadores da cidade de São Paulo como cenário. Durante a conversa, Otávio Mesquita mostrava curiosidades dos locais que visitava durante a gravação. Esta parte do programa fez parte do quadro Operação Carona. Mesquita também pilotava uma moto, veículo no qual busca seus convidados em suas residências para um passeio no quadro Operação Rolê. Diferentemente do programas anteriores de Otávio Mesquita, que eram ao menos em parte gravados em estúdio, o Operação Mesquita era gravado apenas em externas.

## Exibição
O Operação Mesquita estreou no dia 4 de março de 2017, no início do horário nobre, e foi exibido semanalmente na grade de programação do SBT aos sábados, após o Programa Raul Gil. Em 29 de março, um pedido de Otávio Mesquita acatado pela direção do SBT faz com que a atração fosse exibida nas madrugadas de domingo para segunda, depois do Conexão Repórter. Em julho de 2017, o programa passa a ser veiculado nas madrugadas de sexta para sábado e sábado para domingo.Em 11 de março de 2019, o programa passa ser exibido de segunda a sexta-feira

## Controvérsias
O apresentador Raul Gil, colega de emissora de Otávio Mesquita, acusou que ele queria lhe "puxar o tapete", já que ele seria dispensado do casting do SBT nos meses seguintes e Mesquita estrearia um novo programa aos sábados, mesmo dia em que Raul Gil apresenta seu programa na emissora, numa entrevista ao Pânico na Band. Posteriormente, Otávio Mesquita negou que tinha tido essa intenção e que o seu programa não iria ocupar o espaço de Raul Gil na grade de programação do SBT. O SBT ainda anunciou que o apresentador do Domingo Legal, Celso Portiolli, mudaria para o horário que era ocupado pelo programa de Raul Gil com uma nova atração.
As ações envolvendo a mudança de horário de Portiolli e a dispensa de Raul Gil devem-se pelas alterações que a RecordTV faria em sua grade de programação no mesmo dia, colocando o programa apresentado por Xuxa Meneghel para competir no mesmo horário que o de Raul Gil, seguido pelo Programa da Sabrina, além de duas novelas entre o Jornal da Record. A Record cancelou as mudanças por seus apresentadores se recusarem a mudar de horário. Tal cancelamento nesses planos da Record também se deu nos do que o SBT pretendia implementar na grade, que se limitou a estrear apenas o Operação Mesquita e o Fábrica de Casamentos.